# Chilothorax flavimargo
Chilothorax flavimargo är en skalbaggsart som beskrevs av Edmund Reitter 1901. Chilothorax flavimargo ingår i släktet Chilothorax och familjen Aphodiidae. Inga underarter finns listade i Catalogue of Life.